# Zdzisław Kośmicki
Zdzisław Piotr Kośmicki (ur. 29 czerwca 1935 w Szamotułach, zm. 19 sierpnia 2018 w Poznaniu) – polski inżynier mechanik, profesor nauk technicznych w zakresie maszyn rolniczych, doktor honoris causa Akademii Rolniczej w Szczecinie

## Życiorys
W 1953 ukończył Liceum Ogólnokształcące im. ks. Piotra Skargi w Szamotułach i rozpoczął studia na Wydziale Mechanizacji Rolnictwa Szkoły Inżynierskiej w Poznaniu. Studia odbył w systemie dwustopniowym, w 1959 uzyskał tytuł zawodowy magistra inżyniera mechanika w zakresie maszyn rolniczych. Od 1958 był zastępcą asystenta w Katedrze Maszyn Rolniczych, po ukończeniu studiów został asystentem, a od 1961 starszym asystentem. W 1967 na Wydziale Budowy Maszyn Politechniki Poznańskiej przedstawił i obronił pracę doktorską, uzyskując stopień doktora nauk technicznych i awansował na stanowisko adiunkta. W 1971 habilitował się i do 1982 zajmował stanowisko docenta, a następnie otrzymał tytuł profesora nadzwyczajnego nauk technicznych. W 1991 Minister Edukacji Narodowej powołał Zdzisława Kośmickiego na stanowisko profesora zwyczajnego w Politechnice Poznańskiej, które zajmował do przejścia na emeryturę w 2001. Od 1977 do 1996 równocześnie pracował w Fabryce Maszyn Rolniczych "Rofama" w Rogoźnie. W latach 1985–1995 dodatkowo pracował w Instytucie Inżynierii Rolniczej na Wydziale Rolniczym Akademii Rolniczej w Szczecinie. Od 1995 był profesorem w Przemysłowym Instytucie Maszyn Rolniczych w Poznaniu. W 2003 otrzymał tytuł doktora honoris causa Akademii Rolniczej w Szczecinie, laudację wygłosił promotor profesor Jan Bronisław Dawidowski.
Został pochowany na Cmentarzu Junikowo w Poznaniu (pole 9-3-10-14).

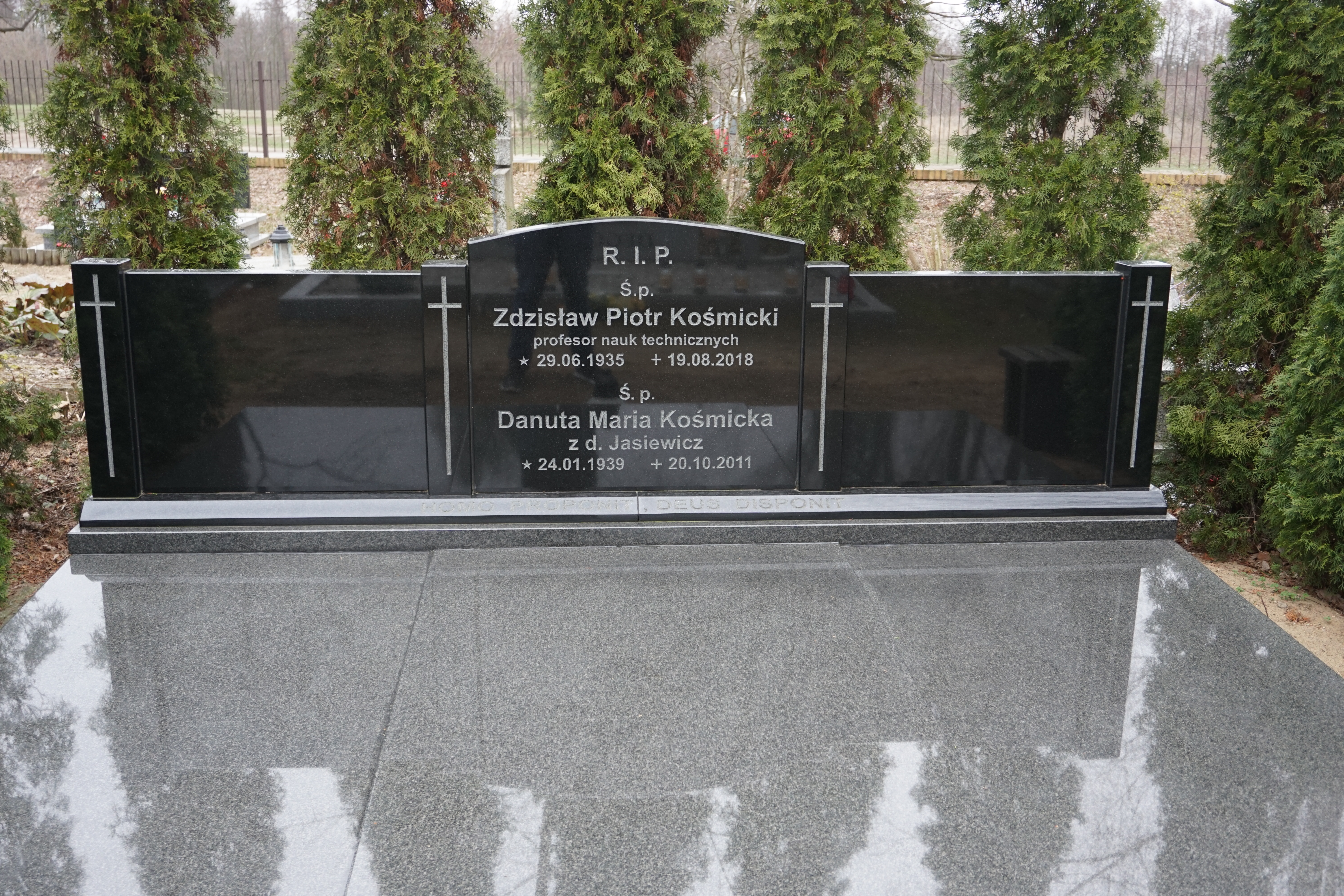
Grób prof. Zdzisława Kośmickiego na Cmentarzu Junikowskim

## Członkostwo
- International Soil Tillage Research Organization
- Komitet Techniki Rolniczej PAN
- Zarząd Główny Polskiego Towarzystwa Inżynierii Rolniczej
- Commission International du Genie Rurale
- Przewodniczący Rady Programowej miesięcznika Przegląd Techniki Rolniczej i Leśnej
- Zarząd Sekcji Maszyn i Ciągników Rolniczych przy Zarządzie Głównym SIMP

## Odznaczenia
- Krzyż Kawalerski Orderu Odrodzenia Polski
- Krzyż Oficerski Orderu Odrodzenia Polski
- Złoty Krzyż Zasługi
- Medal Komisji Edukacji Narodowej
- Medal „Za zasługi dla obronności kraju”